# ماه عسل پرماجرا
ماه عسل پرماجرا (انگلیسی: Once Upon a Honeymoon) فیلمی آمریکایی در سبک کمدی رمانتیک و کمدی-درام به کارگردانی لئو مک‌کری است که در سال ۱۹۴۲ منتشر شد.

## بازیگران
- کری گرانت
- جینجر راجرز
- والتر اسلزاک
- آلبرت دکر
- آلبرت باسرمن
- جورج ایروینگ
- جان بنر
- فرد آلدریچ